# Little Child
«Little Child» es una canción del grupo británico The Beatles, del álbum With the Beatles. Fue escrita por John Lennon y Paul McCartney para Ringo Starr, pero a Starr se le dio finalmente «I Wanna Be Your Man» como su canción para el álbum.

## Antecedentes
McCartney describió «Little Child» como una «canción de relleno». Admitió que robó la línea «I'm so sad and lonely» («Estoy tan triste y solo») de la canción «Whistly My Love» del baladista y actor británico Elton Hayes. La expresión «triste y solo» aparece también en la canción «Act Naturally», que The Beatles versionaron (con Starr en la voz) para el álbum Help!. 

## Grabación
The Beatles grabaron la canción en tres sesiones diferentes. La primera fue el 11 de septiembre de 1963, donde grabaron dos tomas. Regresarían a ella al día siguiente, donde registraron 16 tomas, incluyendo sobregrabaciones de piano de McCartney, y la armónica de Lennon. Más tarde volverían sobre ella el 3 de octubre, donde registraron tres tomas más de la canción.

## Personal
El personal utilizado en la grabación de la canción fue el siguiente:
The Beatles
- John Lennon – voz, armónica (Höhner en La).
- Paul McCartney – voz, bajo (Höfner 500/1 61´), piano (Stainway Vertegrand Upright).
- George Harrison – guitarra líder (Gretsch Country Gentleman)
- Ringo Starr – batería (Ludwig Downbeat)

Equipo de producción
- George Martin – producción
- Norman Smith – ingeniería de sonido